# Gagnepainia thoreliana
Gagnepainia thoreliana är en enhjärtbladig växtart som först beskrevs av Henri Ernest Baillon, och fick sitt nu gällande namn av Karl Moritz Schumann. Gagnepainia thoreliana ingår i släktet Gagnepainia och familjen Zingiberaceae. Inga underarter finns listade i Catalogue of Life.